# Gustav Radbruch
Gustav Radbruch (Lübeck, 21 de novembro de 1878 – Heidelberg, 23 de novembro de 1949) foi um político, jurista e professor de direito alemão.

## Biografia
Foi professor de direito na Universidade de Heidelberg. Integra a corrente de filosófos do direito jusnaturalista que entende que o direito deve estar fundamentado no justo e não somente numa mera adequação do direito como sendo aquilo que a lei diz que é direito em determinado momento histórico. Mas ao mesmo tempo Radbruch sublinha a importância da segurança jurídica afirmando que tão somente o direito "extremamente injusto"[carece de fontes?] deixa de ter validade.
Estudou na Faculdade de Direito de Leipzig e concluiu o curso em Berlim, onde frequentou em Filosofia do Direito os seminários de Rudolf Stammler e em Direito Penal os de Franz von Liszt.
Em 1902 apresentou dissertação em Direito Penal sobre "a doutrina da causalidade adequada". Foi magistrado em Berlim e em Lübeck. Na faculdade de direito de Heidelberg ensinou inicialmente Direito Processual Penal e Civil, além de Direito Penal. Nesta época, dedicou-se, sob o impulso de Karl von Lilienthal, aos estudos para a reforma do Código Penal alemão.
Em 1910 publicou Introdução à Ciência do Direito e, em 1914, a primeira edição da sua Filosofia do Direito, obra que ficaria, depois internacionalmente famosa. Nos primeiros anos da Primeira Guerra Mundial, foi convidado para assumir a cadeira de Direito Penal em Königsberg, mas recusa. Foi voluntário da Cruz Vermelha e, depois de um certo período em hospitais, foi para a frente de combate e condecorado foi promovido a oficial.
Em dezembro de 1918 leciona na Universidade de Kiel. Neste período dedica-se aos estudos dos problemas sociais, tornando-se militante ativo do partido socialista democrático SPD e organizador da juventude socialista. Foi eleito deputado em 1920 e nomeado ministro da justiça na República de Weimar em outubro de 1921, no segundo gabinete presidido pelo Chanceler Wirth. Em 1923 foi mais uma vez nomeado ministro da justiça. Retorna para as aulas de Filosofia do Direito em Heidelberg em 1926. Com a ascensão do nazismo é afastado da cátedra por incompatibilidade de suas ideias com o regime, durante o qual passa por humilhações. Perde o filho em combate na frente russa. No final da guerra retorna à docência.
Foi autor de vários projetos no campo do direito da infância e juventude, da proteção dos filhos ilegítimos, da habitação e sobre sistema judiciário. Consegue a aprovação no parlamento, depois de vencer forte resistência, do ingresso de mulheres na magistratura. No final de seus anos tornou-se um crítico do positivismo jurídico convencido de que a postura juspositivista legitimou o direito nazista.
No prólogo de sua obra Arbitrariedad Legal y Derecho Supralegal comenta María Isabel Azaretto de Vásquez:
A experiência nacionalsocialista produz uma tal impressão nele, que o obriga a repensar seu anterior positivismo, e esta reflexão o leva a rechaçá-lo, já que vê na separação do direito e da moral a base em que se apoiou o nazismo para levar a cabo, sob a aparência de legalidade, as maiores injustiças. A formação positivista dos juízes e advogados os inabilitou para defender-se contra a legalidade injusta. Isto leva a Radbruch a sustentar que uma lei que contrarie os princípios básicos da moralidade não é direito, ainda que seja "formalmente válida".

## Textos do pós-guerra
- Esta concepção da lei e sua validade, que chamamos Positivismo, foi a que deixou sem defesa o povo e os juristas contra as leis mais arbitrárias, mais cruéis e mais criminosas. Torna equivalentes, em última análise, o direito e a força, levando a crer que só onde estiver a segunda estará o primeiro.[1]

- Há leis que não são direito e há um direito acima das leis (...) Quando nem sequer se aspira a realizar a justiça, quando na formulação do direito positivo se deixa de lado conscientemente a igualdade, que constitui o núcleo da justiça, então não estamos diante de uma lei que estabelece um direito defeituoso, mas o que ocorre é que estamos diante de um caso de ausência de direito[2]

- O positivismo desarmou de fato aos juristas alemães perante leis de conteúdo arbitrário e delitivo. O positivismo ademais, não está em condições de fundamentar com suas próprias forças a validade das leis.[3]

- A ideia de direito não pode ser diferente da ideia de justiça[4]

## Obras
- Arbitrariedad Legal y Derecho Supralegal. Buenos Aires: Abeledo - Perrot, 1962.
- Filosofia do Direito. Coimbra: Coleção STVDIVM, Armênio Amado Editor, 1974.
- Filosofia do direito. São Paulo: Martins Fontes
- Introdução à ciência do direito. São Paulo: Martins Fontes